# 邓澂涛

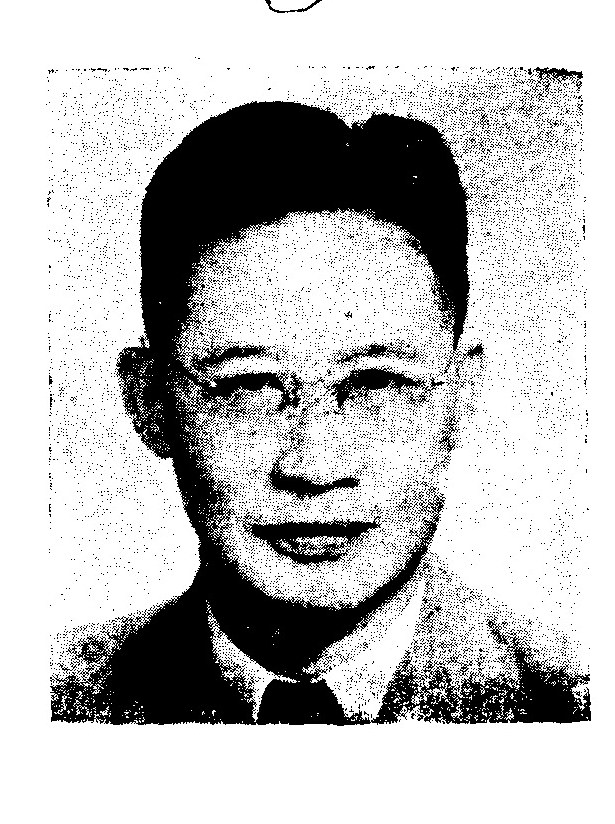
鄧澂濤近照

鄧澂濤（1904年2月20日—1974年7月17日），字儷山，號滿堂。广东省高要縣均寧鄉（原名思禮鄉）竹山村紫來里人，屬“徵”字輩。曾在中華民國大陸時期出任四會縣、高要縣縣長。1948年當選為第1屆立法委員。1949年隨國民政府遷至台灣，1974年病逝於台北市。

## 簡歷
鄧澂濤出生於清光緒三十年正月初五日（1904年2月20日），為邓維寶次子。1914年（民國三年三月），其父病故，賴母亲蘇太夫人教養，就讀鄉塾，不久轉到省城廣州讀書。1920年（民國九年）秋，入读廣州法政專門學校。1924年（民國十三年）夏，廣州法政專門學校法律本科畢業。1925年（民国十四年）八月佐開平縣長陳仲偉備員承審。1926年（民国十五年）五月國民政府司行政委員會第一屆司法官考試及格。1927年（民国十六年）任財政部緝私總處執法課長、稅務總處總務課長。
1929年（民國十八年）冬出任海南瓊崖地方法院定安分庭推事，後來因為水土不服辭職。1930年（民國十九年）秋，應北寧鐵路局勞副局長少勉先生電邀北上任職，任北甯鐵路管理局秘書。對勷助開闢葫蘆島，著有殊勳。1934年（民國廿三年）夏，任天津招商局專員轉滬任職上海市政府財政局。1936年（民國二十五年）任廣東綏靖公署及第四路軍總司令部上校秘書。
1938年，八一三事变爆发后，随香翰屏將軍（時任第九集團軍副總司令）赴上海参加淞沪会战。九集團軍總部撤离上海后，以第四路軍秘書身份盡力协助曾澤寰將軍舊部重返十二集團軍战斗序列。1938年12月后，任第十二集團軍總司令部同少將秘書主任兼第十二集團軍軍官補訓團辦公廳主任、訓育組組長。十二集團軍軍官補訓團為廣東駐軍抗日軍官培訓作出重大貢獻。獲蔣介石贈與“中正贈匕首”獎勵。
1941年（民國三十年）秋任四會縣長。當時日寇已攻陷廣州，入占三水，四會成為抗戰的最前線。1946年（民國三十五年）夏由四会轉任高要縣長。1947年（民國三十六年）六月獲准辭去高要縣長職务。1948年（民國三十七年）一月二十一日，獲選中央立法委員。1949年（民國三十八年）十月十日離鄉随薛岳、余汉谋到海南岛后轉台灣。歷年在立法院中，對於法案修訂，皆克本其所學，多所獻替。
1967年（民國五十六年）被檢查出患脊椎腫瘤。1974年（民國六十三年）七月十六日晚，倂發肺炎，急送耕莘醫院治療，已非藥物所能奏效。 1974年（民國六十三年）七月十七日上午十時三十分，與世長辭，享年七十有一。蔣中正為其題挽辭《讜論流徵》。嚴家淦、余漢謀、梁寒操、鄭彥棻、倪文亞、谷正綱等国民党名人出席其葬礼并分别致挽辭。鄧澂濤先生元配同邑（現廣東省高要縣白土鎮中崗村）陳氏細婉，有四個兒子、三個女兒。